# فرانسيس بروك
فرانسيس بروك (بالإنجليزية: Frances Brooke) (12 يناير 1724 - 23 يناير 1789) كانت كاتبة ومترجمة وروائية إنجليزية.

## وفاتها
توفيت في يوم 23 يناير 1789 عن عمر يناهز 65 سنة.

## روابط خارجية
- فرانسيس بروك على موقع الموسوعة البريطانية (الإنجليزية)
- فرانسيس بروك على موقع ميوزك برينز (الإنجليزية)